# Северозападният проход (филм, 1940)
„Северозападният проход“ (на английски: Northwest Passage) е американски приключенско-исторически филм от 1940 година с участието на Спенсър Трейси и Уолтър Бренан. Действието във филма се развива в средата на XVIII век по време на френско-индианската война и нападението на рейнджърите над Сен Франсоа, Квебек, селище на абнаките, в търсене на Северозападния проход.

## Сюжет
1759 година. Лангдън Тауни (Робърт Йънг), син на производител на въжета за кораби и монтажи се завръща в Портсмът, Ню Хемпшир след като е бил изгонен от Харвардския университет за това, че непрекъснато се е оплаквал от храната и условията, и най-вече заради факта, че е нарисувал карикатура на председателя на колежа. Въпреки разочарованието си, близките на Лангдън го приемат с любов, както и Елизабет Брауни (Рут Хъси), дъщерята на именития местен свещеник. Бащата на Елизабет, преподобния Брауни (Луис Хектор) го приветства, но въпреки това осъжда желанието на Лангдън да стане художник. Вечерта, докато пие в местната кръчма заедно с приятеля си Сам Ливърмор (Лестър Матюс), Лангдън отправя недискретни забележки по адрес на Уайзман Клагет (Монтагю Лов), кралски адвокат и защитника на индианците Сър Уилям Джонсън (Фредерик Уорлок), без да подозира, че Клагет седи в съседното помещение в компанията на друго официално лице. Подложен на арест заради коментарите си, Лангдън се сбива с двамата мъже, дошли да го задържат, с помощта на „Хънк“ Маринър (Уолтър Бренан), местния дърводелец и приятел на Лангдън, след което двамата заедно се укриват в гората.
Пътувайки на запад през пущинака, Лангдън и „Хънк“ се отбиват за по едно питие в таверна насред гората. Там те срещат един мъж, облечен в зелена униформа, който ги черпи с напитка, наречена „Флип“ и наподобяваща горещ маслен ром, след като те двамата му помагат да се справи с един пиян индианец. След пиянската нощ, двамата мъже се събуждат във Форт Кроун Пойнт, където разбират, че мъжа когото са срещнали е майор Роджърс (Спенсър Трейси), командир на отряда „Рейнджърите на Роджърс“. Нуждаейки се от умението на Лангдън да рисува карти, Роджърс наема двамата мъже за своята последна мисия, която включва унищожаването на враждебното племе на абнаките и разрушаването на града им, Сен Франсоа далеч на север.
На здрачаване, войниците на Роджърс се отправят на север с лодки през езерото Лейк Чамплейн. Пътувайки само нощно време, те успешно избягват срещите с френските речни патрули, но са принудени да изпратят група войници обратно към форта след схватка с разузнавачи от племето Мохок, които не са били забелязани своевременно от рейнджърите. По време на битката избухва буре с барут и ранява някои от войниците. Роджърс не само че изпраща ранените обратно към Кроун Пойнт и нелоялните индианци при Сър Уилям Джонсън, но връща и рейнджърите, които не са изпълнили заповедите му и заради това се е стигнало до сблъсъка с разузнавачите. Въпреки че силите им са изчерпани, войниците продължават към целта си. Скривайки лодките си за последващото им завръщане, те продължават на северозапад, движейки се през мочурливи местности и избягвайки твърдата земя, където следите им ще са по-лесно забележими. След като получава сведения от индианските си разузнавачи, които са били оставени да пазят лодките, че французите са ги открили и са конфискували провизиите, Роджърс променя плана си и изпраща един ранен офицер към Форт Кроун Пойнт, който да съобщи на британското командване да снабди с продукти стария Форт Уентуърт, където да се установят връщащите се обратно рейнджъри.
След като се налага да направят жива верига за да прекосят една бурна река, рейнджърите достигат до Сен Франсоа. Събрали всичките си сили, те щурмуват селото, палейки домовете и почти избиват абнаките, преди последните да се оттеглят. След като битката приключва, войниците откриват само няколко кошници с пържено жито, с които да попълнят изчерпаните си запаси. Докато Маринър обикаля из разрушеното селище се натъква на лежащия на земята Лангдън с огнестрелна рана в корема. Изправени пред опасността от вражеските сили и пред дългия преход с оскъдни провизии, рейнджърите преначертават маршрута си към Уентуърт, за да избегнат преследващите ги французи и индианци. Те се отправят към езерото Лейк Мемфремагог, носейки със себе си ранения Лангдън.
Десет дни по-късно хората на Роджърс достигат хълмовете над Лейк Мемфремагог, където се надяват да намерят храна като ловуват и ловят риба. След като се натъква френска активност, Роджърс настоява да продължат към Форт Уентуърт, който е отдалечен на сто мили разстояние от езерото, но войниците гласуват и решават да се разделят на четири отряда и да тръгнат да ловуват, за да си осигурят храна. Идеята не се оказва сполучлива. Два от отрядите са забелязани и атакувани от французите, като повечето мъже са избити.
След изнурителен преход при тежки условия, Роджърс и останалите живи около петдесет мъже достигат до Форт Уентуърт, само за да открият, че той е безлюден и в него няма провизии. Британските доставки не са пристигнали. Въпреки личното си отчаяние, Роджърс се опитва да обедини мъжете, които са на ръба на нервна криза. Докато Роджърс се опитва да повдигне духа на войниците си, произнасяйки молитва, те дочуват звуци от флейти и барабани, носещи се от британските лодки за доставки. След като Роджърс докладва, че абнаките са почти унищожени, британците произвеждат залпове в чест на рейнджърите. След като се завръща в Портсмът, излекуваният Лангдън се събира с Елизабет, докато отряда на Роджърс получава нова мисия- да открие Северозападния проход. Роджърс ги повежда, държейки пламенна реч относно всички чудеса, които ще видят още докато маршируват към първата си точка от новото им пътуване, малко укрепление, наречено Детройт. Роджърс отива да се сбогува с Лангдън и Елизабет, която го информира, че те двамата с Лангдън заминават за Лондон, където тя се надява той да се превърне във велик художник. Роджърс им пожелава всичко хубаво и тръгва по пътя, следвайки отряда си и изчезва в залеза.

## В ролите
| Актьор          | Роля               |
| --------------- | ------------------ |
| Спенсър Трейси  | майор Роджърс      |
| Робърт Йънг     | Лангдън Тауни      |
| Уолтър Бренан   | „Хънк“ Маринър     |
| Рут Хъси        | Елизабет Брауни    |
| Нат Пендълтън   | „Кап“ Хъф          |
| Луис Хектор     | преподобния Брауни |
| Робърт Барат    | Хъмфри Тауни       |
| Лъмсдън Хеър    | Лорд Амхърст       |
| Доналд Макбрайд | сержант Макнот     |
| Изабел Джиуел   | Джини Койт         |
| Дъглас Уолтън   | лейтенант Ейвъри   |
| Адисън Ричардс  | лейтенант Крофтън  |
| Хю Сотърн       | Джеси Бичъм        |
| Реджис Тууми    | Уебстър            |
| Монтагю Лов     | Уайзман Клагет     |
| Лестър Матюс    | Сам Ливърмор       |
| Труман Брадли   | капитан Огдън      |
| Фредерик Уорлок | Сър Уилям Джонсън  |

## Продукция
Снимките на филма протичат от 1 юли до 13 септември 1939 година и през ноември и декември същата година в централен Айдахо, в близост до Пайет Лейк и в град Маккол. Премиерата му е на 23 февруари 1940 година. При бюджет от $ 2 687 000, филмът донася приходи от $ 3 150 000.

## Номинации
- Номинация за Оскар за най-добра операторска работа в цветен филм на Уилям Скол и Сидни Уогнър от 1941 година.